# Богорово (Силистренская область)
Богорово (болг. Богорово) — село в Болгарии. Находится в Силистренской области, входит в общину Силистра.
Село расположено в Южной Добрудже, на реке Канагёл, в 16 км к юго-востоку от Силистры, неподалёку от границы с Румынией, с восточной стороны автодороги Силистра — Добрич.

## История
До 1940 года это село будучи в Румынии называлось Грамости, затем после передачи его Болгарии по Крайовскому мирному договору, было переименовано в честь болгарского энциклопедиста Ивана Богорова в Богорово, по обмену населением сюда переселились поселенцы из села Кылний (что теперь в Румынии). До конца 1990-х годов в Богорово была болгарская пограничная застава.

## Население
По данным переписи населения 2011 года в селе проживали 74 жителя, все — болгары.
| 1934 | 1946 | 1956 | 1965 | 1975 | 1985 | 1992 | 2001 | 2011 |
| ---- | ---- | ---- | ---- | ---- | ---- | ---- | ---- | ---- |
| 459  | 472  | 366  | 239  | 152  | 130  | 131  | 96   | 74   |

## Политическая ситуация
Село Богорово подчинено непосредственно общине, с 2011 года кметский наместник в селе Маринка Тодорова.